# Dolor a la palpación
En medicina, el dolor en la palpación (en inglés: tenderness) es un dolor o malestar que se produce cuando se toca una zona afectada. No debe confundirse con el dolor que siente el paciente sin tocarlo, que es el dolor genérico percibido directamente por el paciente solo, mientras que el dolor en la palpación es un signo (reacción) que ha sido causado por el médico actuando sobre el paciente.
Se produce cuando una parte del cuerpo se ha lesionado y queda sensible, mostrando dolor cuando se palpa, es un dolor físico que puede describirse con diferentes niveles de intensidad (suave, fuerte, agudo, etc.). 
Pueden producirse cuando los músculos están inflamados, ya sea por estrés físico o por respuesta inmune. A veces también es posible que se generen al realizar ciertos tipos de ejercicios, si son actividades que pueden causar estrés y tensión muscular.     

## Dolor referido
Hay "puntos dolorosos en la palpación" en zonas muy sensibles de un músculo que siente dolorosas al tacto pueden causar un dolor que puede sentirse en otra zona del cuerpo, llamado en este caso, dolor referido. Siendo la palpación médica: "Método de exploración clínica consistente en aplicar los dedos o la cara anterior de la mano sobre la superficie del cuerpo de una persona o animal, haciendo una ligera presión, para apreciar las cualidades de los órganos subyacentes o para descubrir tumoraciones u otras irregularidades."